# 스턱 인 러브
《스턱 인 러브》(영어: Stuck in Love)는 2012년 공개된 미국의 로맨틱 코미디 드라마 영화이다.

## 출연
- 그레그 키니어
- 제니퍼 코널리
- 릴리 콜린스
- 로건 러먼
- 냇 울프
- 크리스틴 벨
- 리아나 리버라토
- 스티븐 킹
- 스펜서 브레슬린
- 패트릭 슈워제네거
- 러스티 조이너
- 앨릭스 터아베스트

## 기타 제작진
- 총괄 제작: 에릭 브레너, 마일스 네스텔, 마이클 A. 심프슨, 제프 라이스
- 배역: 트레이시 킬패트릭, 존 팹시데라
- 미술: 존 샌더스
- 세트: 지아 그로소
- 의상: 케리 퍼킨스